# Katedra historie Pedagogické fakulty Masarykovy univerzity
Katedra historie Pedagogické fakulty Masarykovy univerzity je samostatnou katedrou, organizační a rozpočtovou jednotkou Pedagogické fakulty Masarykovy univerzity v Brně. Vznikla v roce 1946, přešla několikerou změnou názvu. Jejím současným vedoucím je Jiří Mihola.
Katedra vydává Sborník prací pedagogické fakulty Masarykovy univerzity, řada společenských věd. Sídlem katedry je budova Pedagogické fakulty na Poříčí 9.

## Historie
Pracoviště vzniklo jako celá fakulta v roce 1946 a původně neslo název historický seminář. Jeho úkolem bylo připravovat budoucí učitele tehdejších měšťanských škol. Původně mělo dvě oddělení – prehistorické (ředitel František Kalousek) a historické (ředitel Zdeněk Hájek, který byl zároveň administrativním ředitelem celého semináře). V roce 1950 proběhla reorganizace fakultních seminářů na katedry. Tehdy se historický seminář stal součástí katedry dějepisu, zeměpisu a občanské nauky. Vedoucím této katedry se stal František Kalousek. Od roku 1949 až do zrušení pedagogické fakulty v roce 1953 prováděl historický seminář samostatné archeologické výzkumy ve Znojmě-Hradišti. Vedl jej František Kalousek.
V roce 1953 byla celá pedagogická fakulta přeměněna tehdejším komunistickým režimem na Vyšší pedagogickou školu, což bylo spojeno s novou reorganizací – vznikla zde katedra dějepisu a ústavy ČSR. Jelikož František Kalousek přešel na filozofickou fakultu, vedoucím katedry se stal Zdeněk Hájek. O šest let později, v roce 1959, proběhla další reorganizace (přeměna školy na Pedagogický institut). Byla obnovena katedra dějepisu, zeměpisu a občanské nauky. Vedením této katedry byl pověřen František Frendlovský.
Roku 1964 byla obnovena Pedagogická fakulta jako součást brněnské univerzity a o rok dříve vznikla samostatná katedra dějepisu. Jejím vedoucím byl Jaroslav Sýkora. Od roku 1982 vstoupila v platnost integrace oborů v rámci brněnské univerzity a studium dějepisu bylo proto přesunuto zejména na filozofickou fakultu. S tím byla spojena částečná likvidace katedry dějepisu na pedagogické fakultě a mnoho pracovníků muselo odejít na jiná pracoviště. Ostatní se podíleli na vytvoření katedry didaktiky dějepisu a regionálních dějin. Její vedení převzal po Sýkorovi od roku 1984 František Čapka. Další reorganizací se katedra didaktiky dějepisu a regionálních dějin stala pouze jedním z oddělení nové, větší katedry regionální geografie, regionální historie a didaktiky dějepisu. Tuto novou velkou katedru vedl Stanislav Horník.
Teprve listopad 1989 vytvořil podmínky pro obnovení samostatné katedry historie. Ta tak byla znovu ustavena v roce 1990 a jejím vedoucím se stal Otto Zwettler. Po něm převzal vedení v letech 1996–2000 Bohuslav Klíma ml. V současné době vede katedru Jiří Mihola.
Spolu s Bohuslavem Klímou se na katedru historie vrátil od roku 1993 také archeologický výzkum ve Znojmě-Hradišti. Katedra historie je jedinou katedrou historie v ČR, která je vlastníkem dekretu ministerstva kultury, opravňující k samostatným archeologickým výzkumům (na univerzitách tento dekret jinak vlastní výhradně katedry archeologie).

## Významní členové katedry
- František Čapka – historik. Jeho jméno je spojeno s problematikou regionálních dějin a s historií odborového hnutí. Stal se autorem několika učebnic dějepisu.
- Zdeněk Hájek – historik, věnující se zejména problematice česko-polských dějin 19. století.
- Stanislav Julínek – didaktik a metodik dějepisu.
- František Kalousek – archeolog, zabývající se zejména obdobím Velké Moravy. Jeho jméno je spojeno zejména s Pohanskem u Břeclavi.
- Bohuslav Klíma ml. – archeolog zabývající se obdobím raného středověku.
- Marie Marečková – historička, oblastí jejího zájmu se stala raně novověká města a české právní dějiny.
- Ctibor Nečas – historik. Zabýval se především osudy českých a slovenských Romů v době okupace.
- Jaroslav Sýkora – historik a didaktik dějepisu. Stal se také děkanem Pedagogické fakulty MU.
- Jaroslav Vaculík – historik. Jeho práce popisují problematiku Čechů v cizině v 19. a 20. století.